# Enrique Tábara
Enrique Tábara (Guayaquil, 1930 – Quevedo, 25 de janeiro de 2021), nascido Luis Enrique Tábara, foi um pintor equatoriano e professor da cultura hispânica pictórica e artística.
Tábara teve interesse em pintura com menos de três anos e começou a praticá-la efetivamente depois dos seis anos. Nestes primeiros anos, ele foi fortemente incentivada por sua irmã e sua mãe. Enrique Tábara é um criador que investiga e desmisfica a imagem na qual ele se refugia. 
Foi fortemente influenciado pelo Movimento Construtivista, fundado em torno de 1913 pelo artista russo Vladimir Tatlin, que fez permitiu sua entrada na Europa e na América Latina por meio do pintor uruguaio Joaquín Torres García e o pintor equatoriano Manuel Rendón.

## Morte
Tábara morreu em 25 de janeiro de 2021, aos 90 anos, em Quevedo.